# Владівська сільська рада (Малинський район)
Владівська сільська рада — колишня адміністративно-територіальна одиниця та орган місцевого самоврядування у Чоповицькому, Коростенському і Малинському районах Малинської, Коростенської і Волинської округ, Київської і Житомирської областей Української РСР та України. Адміністративний центр — село Владівка.

## Населені пункти
Сільській раді були підпорядковані населені пункти:
- с. Владівка
- с. Писарівка
- с. Репище

## Населення
Відповідно до результатів перепису населення СРСР, кількість населення ради, станом на 12 січня 1989 року, становила 587 осіб.
Станом на 5 грудня 2001 року, відповідно до перепису населення України, кількість мешканців сільської ради становила 455 осіб.

## Склад ради
Рада складалася з 12 депутатів та голови.

### Керівний склад попередніх скликань
| ПІБ                               | Основні відомості                                                               | Дата обрання | Дата звільнення |
| --------------------------------- | ------------------------------------------------------------------------------- | ------------ | --------------- |
| Каменецький Владислав Олексійович | Сільський голова, 1960 року народження, освіта середня спеціальна, безпартійний | 26.03.2006   | 31.10.2010      |
| Каменецький Владислав Олексійович | Сільський голова, 1960 року народження, освіта середня спеціальна, безпартійний | 31.10.2010   |                 |

Примітка: таблиця складена за даними джерела

## Історія
Створена 1923 року в с. Владівка Стремигородської волості Радомисльського повіту Київської губернії. 10 вересня 1924 року до складу ради включено с. Писарівка та хутір Липянка ліквідованої Писарівської сільської ради Чоповицького району. Станом на 1 жовтня 1941 року х. Липянка не перебуває на обліку населених пунктів.
Станом на 1 вересня 1946 року сільська рада входила до складу Чоповицького району Житомирської області, на обліку в раді перебували села Владівка та Писарівка.
2 вересня 1954 року, відповідно до рішення Житомирського облвиконкому № 1087 «Про перечислення населених пунктів в межах районів Житомирської області», до складу ради включено с. Репище Шевченківської сільської ради Чоповицького району.
Станом на 1 січня 1972 року сільська рада входила до складу Малинського району Житомирської області, на обліку в раді перебували села Владівка, Писарівка та Репище.
Виключена з облікових даних 17 липня 2020 року через об'єднання до складу Чоповицької селищної територіальної громади Коростенського району Житомирської області.
Входила до складу Чоповицького (04.1923 р., 23.02.1927 р., 17.02.1935 р.), Малинського (10.09.1924 р., 5.02.1931 р., 28.11.1957 р., 4.01.1965 р.) та Коростенського (30.12.1962 р.) районів.